# Fanatisme (film)
Pour plus de détails, voir Fiche technique et Distribution.
Fanatisme est un film français réalisé par Gaston Ravel et Tony Lekain, sorti  en 1934.

## Synopsis
Des conspirateurs impliquent contre sa volonté une danseuse italienne dans un complot contre Napoléon III.

## Fiche technique
- Titre : Fanatisme
- Autre titre : La Savelli
- Réalisation : Gaston Ravel et Tony Lekain
- Scénario : d'après la pièce La Savelli de Max Maurey
- Dialogues : Henry d'Erlanger
- Photographie : Georges Raulet
- Décors : Claude Bouxin
- Son : Carl S. Liverman
- Musique : Georges Célérier et Jean Tranchant
- Société de production : Via Films
- Pays d'origine :  France
- Format : Noir et blanc - Son mono - 1,37:1
- Durée : 80 minutes
- Date de sortie : France - 1er juin 1934

## Distribution
- Pola Negri : Rosine Savelli
- Jean Yonnel : le prince de Valnéro
- Lucien Rozenberg : Napoléon III
- Andrée Lafayette : l'impératrice Eugénie
- Georges Flateau : Ardiotti
- Pierre Richard-Willm : Marcel Besnard
- Louisa de Mornand : la marquise de Contadès
- Lilian Greuze : la comtesse Walewska
- William Aguet : le chambelland
- Pierre Juvenet : le duc de Morny
- Gil Clary : la princesse Mathilde
- Christian Argentin : Piétri
- Alexandre Rignault
- Marthe Sarbel
- Jeanne de Carol